# Diplodocidae
I diplodocidi (Diplodocidae) sono una famiglia di dinosauri erbivori appartenenti ai sauropodi, vissuti principalmente nel Giurassico superiore (circa 155-145 milioni di anni fa) e i cui resti fossili sono stati ritrovati in Nordamerica, Africa ed Europa.

## Descrizione
Più o meno tutti i diplodocidi corrispondono all'idea che la maggior parte della gente ha di un dinosauro. Dimensioni enormi, corporatura pesante, testa piccola su un collo lunghissimo, coda ancora più lunga: queste le principali caratteristiche che fanno dei diplodocidi il classico stereotipo del dinosauro nella cultura popolare. Tuttavia, vi sono delle differenze anche all'interno di questa famiglia di dinosauri: ad esempio Brontosaurus (per molto tempo ritenuto sinonimo di Apatosaurus) era di costituzione più robusta, mentre Diplodocus era più lungo e leggero. Barosaurus, invece, aveva il collo eccezionalmente allungato. I diplodocidi probabilmente includono alcuni tra gli animali più lunghi mai esistiti sulla terraferma, ma non i più pesanti: il primato spetta forse ai titanosauridi o ai brachiosauridi, altri gruppi di dinosauri sauropodi. La maggior parte della lunghezza dei diplodocidi, infatti, era occupata dalla coda allungatissima, che verso la fine si trasformava in una vera e propria frusta.

## Una vita in acqua?
Il collo era lunghissimo e sostenuto da enormi vertebre cervicali, costruite in modo tale da risultare comunque piuttosto leggere. Il cranio era piccolo e di forma bassa e allungata, con deboli denti a forma di piolo usati per strappare fogliame tenero. Le narici erano stranamente poste alla sommità del muso: questa particolare disposizione aveva fatto sì che molti paleontologi ritenessero che i diplodocidi passassero gran parte della loro vita nell'acqua, lasciando sporgere solo la sommità del cranio per respirare. Ora si sa che questo concetto, applicato anche ai brachiosauridi, non può essere vero: la pressione dell'acqua avrebbe fatto scoppiare il cuore di queste enormi creature terrestri.

## Profilo diritto
È quasi certo che i diplodocidi vivessero in grandi branchi in spazi aperti, spostandosi attraverso le pianure alla costante ricerca di cibo per mezzo di poderose zampe colonnari. Fino a qualche decennio fa si pensava che questi dinosauri tenessero il collo eretto, per procurarsi il cibo sulle cime degli alberi, trascinando la lunga coda sul terreno: ciò avrebbe conferito il classico profilo sinuoso "da dinosauro"; è in corso un vero e proprio dibattito sulla postura del collo dei Diplodocidae ed, implicitamente, di tutti i principali sauropodi.
Alcuni studi degli anni '90 del '900 avevano determinato che i diplodocidi non avrebbero potuto mantenere il collo in posizione eretta a causa dell'angolatura delle vertebre. Il profilo dei diplodocidi, in sostanza, sarebbe stato molto più "diritto": il collo era tenuto in posizione orizzontale rispetto al terreno (ad un'altezza di pochi metri), così come la coda era tenuta sollevata dal suolo. Quest'ultimo particolare è comprovato dalle tracce fossili che, nonostante mostrino chiaramente l'andatura quadrupede di questi animali, mancano della "scia" che una coda così lunga avrebbe dovuto lasciare.
Numerose ricerche hanno confutato la posizione orizzontale del collo dei sauropodi, questi animali, come la maggior parte dei vertebrati, avrebbero potuto tenere il collo ad S, secondo queste ricerche, che stanno anche riconsiderando il ruolo delle cartilagini e confrontandolo con coccodrilli e uccelli, il collo dei Diplodocidae e degli altri dinosauri sauropodi risulterebbe anche molto mobile e snodato.

## La doppia sbarra
Il nome di questi dinosauri significa "doppia sbarra" e si riferisce a caratteristiche ossa che stavano al di sotto delle vertebre caudali, denominate chevron. Questi chevron erano biforcati, a differenza di quelli degli altri sauropodi, e forse servivano a sostenere meglio il peso della coda che doveva controbilanciare il lungo collo.

## I padroni del Nordamerica
Insieme ad alcuni resti di diplodocidi sono state rinvenute delle spine dermiche, simili a quelle delle iguane, che probabilmente erano poste in una singola fila lungo il collo il dorso e la coda di questi animali. I diplodocidi erano molto comuni nel Giurassico superiore del Nordamerica, negli strati della Formazione Morrison. Alla fine del periodo, però erano praticamente scomparsi e solo alcuni loro parenti (i rebbachisauridi e i dicreosauridi) sopravvivevano in Africa e in Sudamerica.
È possibile che i Diplodocidae ebbero una diffusione cosmopolita nel giurassico medio-superiore, venendo poi in buona parte sostituiti da altre specie di sauropodi di grandi dimensioni (come brachiosauridi e titanosauridi), gli scheletri di questi sauropodi sono però sovente particolarmente poco robusti e si fossilizzano male.